# كامارا فيليس جونز
كامارا فيليس جونز (بالإنجليزية: Camara Phyllis Jones)‏ (من مواليد 16 أغسطس 1955)، طبيبة أمريكية وعالمة وبائيات وناشطة مناهضة للعنصرية متخصصة في آثار العنصرية والتفاوتات الاجتماعية على الصحة. وهي معروفة بعملها في تعريف العنصرية المؤسساتية والعنصرية القائمة على الأسباب الشخصية والعنصرية الداخلية لسياق العلاقات العرقية الأمريكية الحديثة. لفتت جونز خلال جائحة فيروس كورونا 2019، الانتباه إلى كون العنصرية عامل الخطر الأساسي، وليس العرق، ودعت إلى اتخاذ إجراءات لمعالجة العنصرية البنيوية.

## مهنتها
يركز عمل جونز على تسمية وقياس ومعالجة آثار العنصرية على صحة الإنسان وسعادته. لتوضيح آثار العنصرية، غالبًا ما تستخدم جونز رموزًا أو قصصًا، مثل قصة ذا غاردينرز تيل- The Gardener's Tale، التي شاركتها في مقال لعام 2000 في المجلة الأمريكية للصحة العامة وفي برنامج تيد TEDx الذي قدمته في عام 2014. جنبا إلى جنب مع مؤلفين آخرين، كتبت فصلًا عن خطط ورموز كتاب المنظمة الأمريكية للصحة العامة، العنصرية: العلوم والأدوات لمتخصصي الصحة العامة (بالإنجليزية: Racism: Science& Tools for the Public Health Professional).
حصلت جونز على الزمالة من 2019 إلى 2020 في معهد رادكليف للدراسات المتقدمة بجامعة هارفارد. بصفتها زميلة في رادكليف، تعمل جونز على تطوير طرق لإلهام جميع الأمريكيين وتجهيزهم وإشراكهم في حملة وطنية ضد العنصرية. وهي رئيسة سابقة للجمعية الأمريكية للصحة العامة (2015-2016) وزميلة أولى في معهد ساتشر للقيادة الصحية ومعهد أبحاث القلب والأوعية الدموية في كلية مورهاوس للطب. كانت مسؤولة طبية ومديرة أبحاث في المراكز الاجتماعية للسيطرة على الأمراض والوقاية منها (2000-2014). ألقت جونز سبع خطب بدءًا من عام 2013 في كلية يو إن سي غيلينغز للصحة العامة العالمية (2018) وكلية الصحة العامة بجامعة مينيسوتا (2017) وكلية الطب بجامعة جنوب إلينوي (2017) وكلية الطب بجامعة مدينة نيويورك (2017) وكلية الطب بجامعة كاليفورنيا في سان فرانسيسكو (2016) وكلية الصحة العامة بجامعة كاليفورنيا في بيركلي (2016) وكلية الصحة العامة بجامعة واشنطن (2013). حصلت في عام 2016 على درجة الدكتوراه الفخرية في العلوم من كلية طب ماونت سيناي.

## تعليمها
بعد تخرجها من المدرسة الثانوية، حصلت جونز على درجة البكالوريوس في البيولوجيا الجزيئية من كلية ويلسلي عام 1976. ثم حصلت على دكتوراه في الطب من كلية الطب بجامعة ستانفورد عام 1981 وماجستير في الصحة العامة من كلية جونز هوبكنز بلومبرغ للصحة العامة في العام التالي. حصلت على درجة الدكتوراه في علم الأوبئة من مدرسة جونز هوبكنز للنظافة والصحة العامة في 1995. كان عنوان أطروحتها طرق مقارنة التوزيعات: التطوير والتطبيق لاستكشاف «العرق» - الفروق المصاحبة لارتفاع ضغط الدم.

## تدريبها بعد التخرج
بعد تخرجها من كلية الطب بجامعة ستانفورد وكلية جونز هوبكنز للصحة العامة والصحة العامة، استمرت جونز في الحصول على برنامجين للإقامة: واحدة في الطب الوقائي العام من 1981 إلى 1983 في كلية جونز هوبكنز للصحة والصحة العامة وأخرى في ممارسة الأسرة في مركز مونتيفيوري الطبي من 1983 إلى 1986.